# Saison 10 de The Voice : La Plus Belle Voix
 (février 2022).
- Si vous ne connaissez pas le sujet, laissez ce bandeau (vous pouvez alors contacter les auteurs).
- Si vous supprimez le contenu mis en cause (vous pouvez préalablement contacter les auteurs),

argumentez précisément cette suppression dans la page de discussion
(un manque de référence n'est pas un argument ; une recherche réelle de référence doit avoir été effectuée, être formellement documentée).
 (février 2021).
Si vous disposez d'ouvrages ou d'articles de référence ou si vous connaissez des sites web de qualité traitant du thème abordé ici, merci de compléter l'article en donnant les références utiles à sa vérifiabilité et en les liant à la section « Notes et références ».
 (14 mars 2021).
La dixième saison de The Voice : La Plus Belle Voix, émission française de télé-crochet musical, est diffusée du 6 février 2021 au 15 mai 2021 sur TF1,. Elle est animée par Nikos Aliagas et Karine Ferri.

## Coachs et candidats
Le 13 juin 2020, TF1 annonce que pour cette nouvelle saison, deux coachs de la saison précédente seront remplacés. Les deux nouveaux coachs pour cette saison seront Florent Pagny (qui fait donc son retour dans l'émission), et Vianney. Ils sont secondés par des coachs vocaux qui accompagnent les talents pendant la durée de la compétition : Angie Berthias-Cazaux pour l'équipe de Florent Pagny, Pierre-Yves Duchesne pour l'équipe de Amel Bent, Damien Silvert pour l'équipe de Vianney et Nathalie Dupuy pour l'équipe de Marc Lavoine .

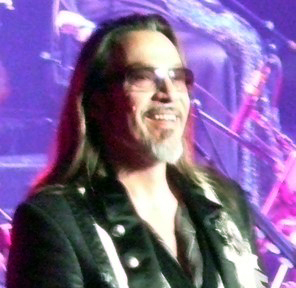
Florent Pagny
Amel Bent
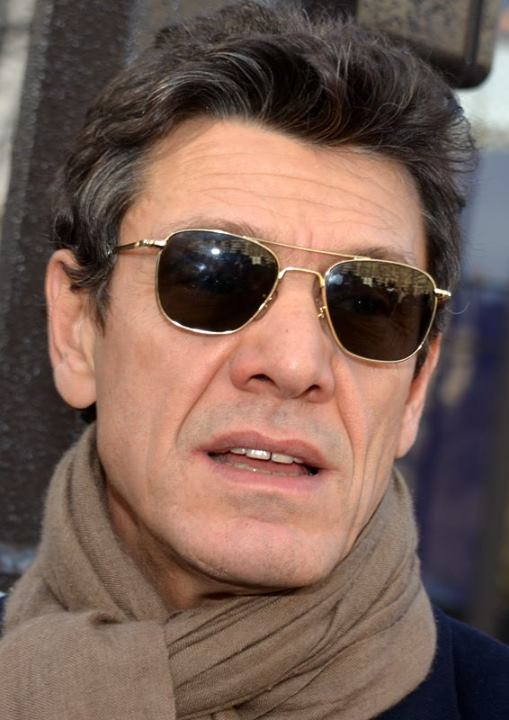
Marc Lavoine
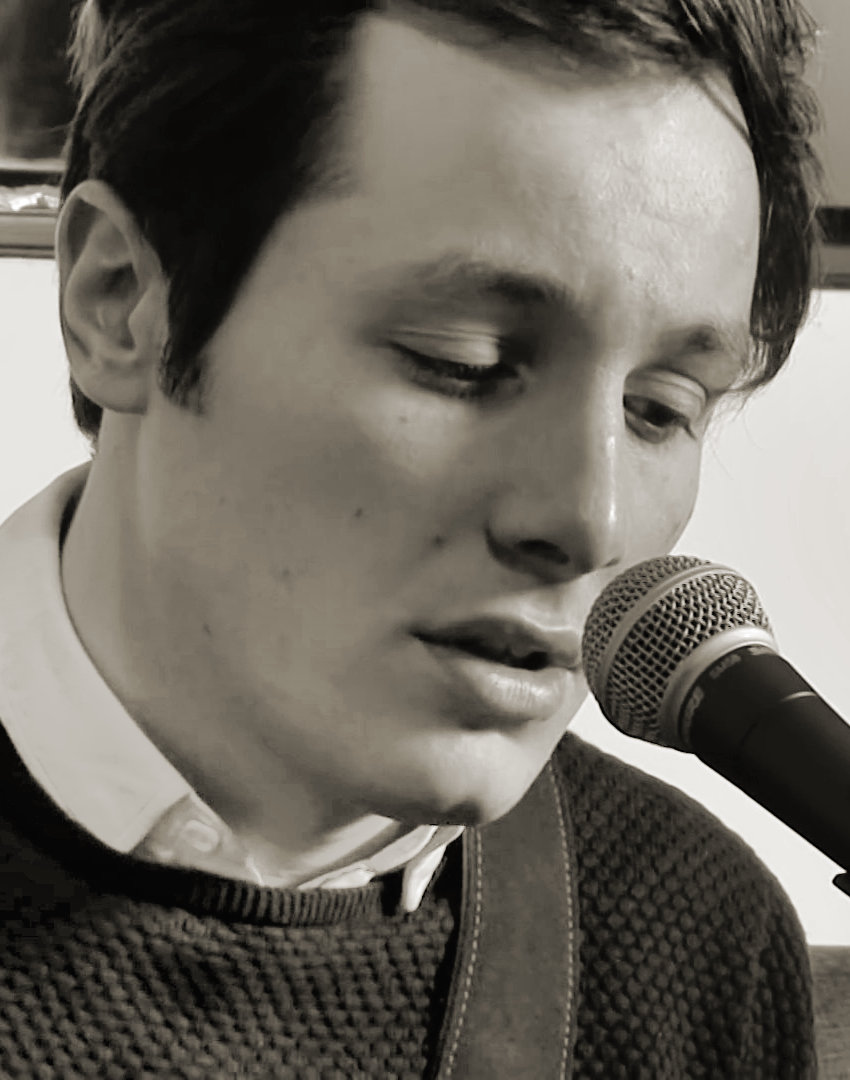
Vianney

- Vainqueur
- Deuxième

| Étapes                     | Florent Pagny      | Amel Bent         | Marc Lavoine              | Vianney          |
| -------------------------- | ------------------ | ----------------- | ------------------------- | ---------------- |
| Finalistes                 | Marghe Davico      | Cyprien Zeni      | Jim Bauer                 | Mentissa Aziza   |
| Éliminés en Demi-finale    | Giada Capraro      | Niki Black        | Arthur Chaminade          | —                |
| Éliminés en Demi-finale    | —                  | —                 | Tarik                     | —                |
| Éliminés aux Cross battles | —                  | —                 | —                         | Angelo Mougin    |
| Éliminés aux Cross battles | Edgar Claudel      | Anik Saint-Pierre | —                         | The Vivi (exclu) |
| Éliminés aux Cross battles | Marie Pichoustre   | Wahil Laghrari    | Louise Mambell            | Paul'O           |
| Éliminés aux K.O.          | Stellia Koumba     | Sonia Roussey     | Anaïd B                   | Kay              |
| Éliminés aux K.O.          | Azza Kamaria       | Robin Peret       | Clara Polaire             | Youssef Zaki     |
| Éliminés aux K.O.          | Silvio Ilardo      | Jaja Mulongo      | Quentin Malo              | Julien Reinhardt |
| Éliminés aux K.O.          | Pottok On The Sofa | Nicolas Beckers   | Alyah Lukunku             | Aimée            |
| Éliminés aux Battles       | Canta Diva         | Jessie Will       | Charlotte Elizabeth Mazet | Séri             |
| Éliminés aux Battles       | Chiara Oldano      | Lara Bou Abdo     | Zacharie Dolce            | Camélione        |
| Éliminés aux Battles       | Eolya              | Camille Dadet     | Margaux Joubert           | Nico Sarro       |
| Éliminés aux Battles       | Vanina Pietri      | Marvin Roth       | Luc Laversanne            | Jérémy Cazes     |
| Éliminés aux Battles       | Manon Cruz         | Otta              | Robin Baron               | Bryan Tournié    |
| Éliminés aux Battles       | Yannick Schlesser  | Elodie Ji         | Luciano Cadô              | Alexis Roussiaux |
| Éliminés aux Battles       | Tom Ross           | Malaïka Lacy      | —                         | —                |
| Éliminés aux Battles       | —                  | Elise             | —                         | —                |

## Déroulement de la saison

### Auditions à l'aveugle
Le principe est, pour les quatre coachs, de choisir les meilleurs candidats présélectionnés par la production. Lors des présentations de chaque candidat, chaque juré et futur coach est assis dans un fauteuil, dos à la scène et face au public, et écoute la voix du candidat sans le voir (d'où le terme « auditions à l'aveugle ») : lorsqu'il estime qu'il est en présence d'un candidat qui lui convient, le juré appuie sur un buzzer devant lui, qui fait alors se retourner son fauteuil face au candidat. Cela signifie que le juré, qui découvre enfin physiquement le candidat, est prêt à entraîner et soutenir le candidat et le veut dans son équipe. Si le juré est seul à s'être retourné à la fin de la prestation, alors le candidat va par défaut dans son équipe. Par contre, si plusieurs jurés se retournent, c'est au candidat de choisir quel coach il veut rejoindre.
Cette année encore, aux auditions à l'aveugle, Le « Block ». Sur chaque pupitre des fauteuils des coachs se trouve, sous le buzzer, trois autres boutons avec les noms des trois autres coachs barrés. Durant la totalité des auditions à l'aveugle, chaque coach a la possibilité de pimenter la quête des talents empêchant un de ses confrères d'intégrer un talent qu'il souhaite absolument dans son équipe. Pour cela, il doit, avant que l'autre coach ne buzze, appuyer sur le bouton affichant le nom barré de son confrère. L'autre coach alors se retourne et découvre soit de suite qu'à ses pieds n'est pas affiché son nom mais « BLOQUÉ » (ou « BLOQUÉE » dans le cas d'Amel) en rouge ou dans la majorité des cas, le coach découvre à la fin de la prestation du candidat. Chaque coach ne peut utiliser ce « Block » qu'une seule fois durant la totalité des auditions à l'aveugle. Seulement, durant la quatrième soirée d'auditions, Amel Bent a brisé les règles du block. Alors que son block était déjà utilisé, Amel a une nouvelle fois usé de la fonction en bloquant Marc Lavoine à la grande surprise de ce dernier et de la production. Les coachs sont désormais libres de bloquer deux fois. Les coachs doivent recruter 14 talents.
Les auditions à l'aveugle ont été tournées à partir de fin novembre 2020. 
| Nombre de talent (sur 14) | Florent Pagny      | Amel Bent        | Vianney          | Marc Lavoine              |
| ------------------------- | ------------------ | ---------------- | ---------------- | ------------------------- |
| 1                         | Giada Capraro      | Wahil Laghrari   | Mentissa Aziza   | Arthur Chaminade          |
| 2                         | Edgar Claudel      | Nicolas Beckers  | Youssef Zaki     | Margaux Joubert           |
| 3                         | Marghe Davico      | Jaja Mulongo     | Séri             | Louise Mambell            |
| 4                         | Eolya              | Malaïka Lacy     | Kay              | Tarik                     |
| 5                         | Marie Pichoustre   | Robin Peret      | Bryan Tournié    | Jim Bauer                 |
| 6                         | Vanina Pietri      | Lara Bou Abdo    | Paul'O           | Anik St-Pierre            |
| 7                         | Azza Kamaria       | Niki Black       | The Vivi         | Alyah Lukunku             |
| 8                         | Tom Ross           | Elodie Ji        | Angelo Mougin    | Luciano Cadô              |
| 9                         | Yannick Schlesser  | Cyprien Zeni     | Camelione        | Luc Laversanne            |
| 10                        | Pottok On The Sofa | Sonia Roussey    | Alexis Roussiaux | Quentin Malo              |
| 11                        | Canta Diva         | Marvin Roth      | Jérémy Cazes     | Charlotte Elizabeth Mazet |
| 12                        | Silvio Ilardo      | Élise            | Nico Sarro       | Clara Polaire             |
| 13                        | Manon Cruz         | Julien Reinhardt | Stellia Koumba   | Zacharie Dolce            |
| 14                        | Chiara Oldano      | Otta             | Anaïd.B          | Robin Baron               |
| Coups de Cœur             | —                  | Camille Dadet    | Aimée            | —                         |
| Coups de Cœur             | —                  | Jessie Will      | —                | —                         |

#### Épisode 1
Le premier épisode est diffusé le 6 février 2021 à 21 h 5.
| Ordre | Candidat         | Âge | Localisation               | Chanson                            | Choix des coachs et des candidats | Choix des coachs et des candidats | Choix des coachs et des candidats | Choix des coachs et des candidats |
| Ordre | Candidat         | Âge | Localisation               | Chanson                            | Florent Pagny                     | Amel Bent                         | Vianney                           | Marc Lavoine                      |
| ----- | ---------------- | --- | -------------------------- | ---------------------------------- | --------------------------------- | --------------------------------- | --------------------------------- | --------------------------------- |
| 1     | Wahil            | 27  | Beauvais (Oise)            | Ray Charles - Georgia on My Mind   | Le coach a buzzé sur ce candidat  | Le coach a buzzé sur ce candidat  | Le coach a buzzé sur ce candidat  | Le coach a buzzé sur ce candidat  |
| 2     | Nicolas Beckers  | 17  | Verviers (Belgique)        | Francis Cabrel - Hors-saison       | Le coach a buzzé sur ce candidat  | Le coach a buzzé sur ce candidat  | Amel Bent                         | Le coach a buzzé sur ce candidat  |
| 3     | Giada            | 33  | Castro (Italie)            | Richard Cocciante - Il Mio Rifugio | Le coach a buzzé sur ce candidat  | Florent Pagny                     | Le coach a buzzé sur ce candidat  | Le coach a buzzé sur ce candidat  |
| 4     | Benjamin Szwarc  | 25  | Paris                      | Mylène Farmer - Rêver              | —                                 | —                                 | —                                 | —                                 |
| 5     | Mentissa Aziza   | 21  | Denderleeuw (Belgique)     | Dua Lipa - New Rules               | Le coach a buzzé sur ce candidat  | Le coach a buzzé sur ce candidat  | Le coach a buzzé sur ce candidat  | Le coach a buzzé sur ce candidat  |
| 6     | Youssef Zaki     | 26  | Bruxelles (Belgique)       | Coldplay - Fix You                 | Le coach a buzzé sur ce candidat  | Le coach a buzzé sur ce candidat  | Le coach a buzzé sur ce candidat  | Le coach a buzzé sur ce candidat  |
| 7     | Marie            | 25  | Wattrelos (Nord)           | Céline Dion - Et je t'aime encore  | —                                 | —                                 | —                                 | —                                 |
| 8     | Arthur Chaminade | 27  | Orsay (Essonne)            | Kings of Leon - Sex on Fire        | Le coach a buzzé sur ce candidat  | Le coach a buzzé sur ce candidat  | —                                 | Le coach a buzzé sur ce candidat  |
| 9     | Jaja             | 34  | Eaubonne (Val-d'Oise)      | Giacomo Puccini - Nessun dorma     | Le coach a buzzé sur ce candidat  | Le coach a buzzé sur ce candidat  | —                                 | Le coach a buzzé sur ce candidat  |
| 10    | Margaux Joubert  | 20  | Ménil (Mayenne)            | France Gall - Résiste              | —                                 | —                                 | —                                 | Le coach a buzzé sur ce candidat  |
| 11    | Edgar Claudel    | 17  | Fuveau (Bouches-du-Rhône)  | Céline Dion - Ashes                | Le coach a buzzé sur ce candidat  | Le coach a buzzé sur ce candidat  | Le coach a buzzé sur ce candidat  | Le coach a buzzé sur ce candidat  |
| 12    | Orenda           | NC  | Île-de-France              | Chant bulgare - Tchoudou           | —                                 | —                                 | —                                 | —                                 |
| 13    | Séri             | 19  | Nancy (Meurthe-et-Moselle) | Whitney Houston - Run to You       | —                                 | Le coach a buzzé sur ce candidat  | Le coach a buzzé sur ce candidat  | —                                 |

Youssef Zaki a déjà participé à la septième saison de The Voice Belgique en 2018 mais personne ne s'était retourné.
Son amie Mentissa Aziza a déjà participé à la première saison de The Voice Kids Belgique (version flamande) en 2014, saison qu'elle a remportée, ainsi qu'à The Voice of Holland saison 9 en 2018 où elle a été éliminée aux K.O.

#### Épisode 2
Le deuxième épisode est diffusé le 13 février 2021 à 21 h 5.
| Ordre | Candidat         | Âge | Localisation                            | Chanson                                                               | Choix des coachs et des candidats | Choix des coachs et des candidats | Choix des coachs et des candidats | Choix des coachs et des candidats |
| Ordre | Candidat         | Âge | Localisation                            | Chanson                                                               | Florent Pagny                     | Amel Bent                         | Vianney                           | Marc Lavoine                      |
| ----- | ---------------- | --- | --------------------------------------- | --------------------------------------------------------------------- | --------------------------------- | --------------------------------- | --------------------------------- | --------------------------------- |
| 1     | Malaïka Lacy     | 27  | Maisons-Alfort (Val-de-Marne)           | Beyoncé & Jay-Z - Déjà Vu                                             | Le coach a buzzé sur ce candidat  | Le coach a buzzé sur ce candidat  | Le coach a buzzé sur ce candidat  | Le coach a buzzé sur ce candidat  |
| 2     | Metodi           | 24  | Montauban-de-Bretagne (Ille-et-Vilaine) | Indila - Parle à ta tête                                              | —                                 | —                                 | —                                 | —                                 |
| 3     | Marghe Davico    | 21  | Poitiers (Vienne)                       | Louane - Donne-moi ton cœur                                           | Le coach a buzzé sur ce candidat  | —                                 | —                                 | Le coach a buzzé sur ce candidat  |
| 4     | Louise Mambell   | 25  | Paris                                   | Camille Lellouche - Coco Corona                                       | Le coach a buzzé sur ce candidat  | —                                 | Le coach a buzzé sur ce candidat  | Le coach a buzzé sur ce candidat  |
| 5     | Vincent Tournoud | 32  | Grenoble (Isère)                        | Chant mongol - Kongurey                                               | —                                 | —                                 | —                                 | —                                 |
| 6     | Kay              | 22  | Drancy (Seine-Saint-Denis)              | Billie Eilish - I Love You                                            | Le coach a buzzé sur ce candidat  | Vianney                           | Le coach a buzzé sur ce candidat  | Le coach a buzzé sur ce candidat  |
| 7     | Robin Peret      | 21  | Bordeaux (Gironde)                      | Stevie Wonder - Superstition                                          | —                                 | Le coach a buzzé sur ce candidat  | —                                 | —                                 |
| 8     | Mylène Angels    | 41  | Toulouse (Haute-Garonne)                | Michel Sardou - Le France                                             | —                                 | —                                 | —                                 | —                                 |
| 9     | Tarik            | 21  | Deuil-la-Barre (Val-d'Oise)             | Grand Corps Malade & Camille et Julie Berthollet - Chemin de traverse | —                                 | —                                 | —                                 | Le coach a buzzé sur ce candidat  |
| 10    | Jim Bauer        | 29  | Paris                                   | James Brown - It's a Man's Man's Man's World                          | Le coach a buzzé sur ce candidat  | Le coach a buzzé sur ce candidat  | —                                 | Le coach a buzzé sur ce candidat  |
| 11    | Julya            | 20  | Boulogne-Billancourt (Hauts-de-Seine)   | Sia - Unstoppable                                                     | —                                 | —                                 | —                                 | —                                 |
| 12    | Pierre Karson    | 27  | Paris                                   | Ray Charles - Hallelujah I Love Her So                                | —                                 | —                                 | —                                 | —                                 |
| 13    | Bryan Tournié    | 24  | Ivry-sur-Seine (Val-de-Marne)           | Vianney - Dumbo                                                       | —                                 | —                                 | Le coach a buzzé sur ce candidat  | —                                 |

#### Épisode 3
Le troisième épisode est diffusé le 20 février 2021 à 21 h 5.
| Ordre | Candidat       | Âge | Localisation                  | Chanson                                                 | Choix des coachs et des candidats | Choix des coachs et des candidats | Choix des coachs et des candidats | Choix des coachs et des candidats |
| Ordre | Candidat       | Âge | Localisation                  | Chanson                                                 | Florent Pagny                     | Amel Bent                         | Vianney                           | Marc Lavoine                      |
| ----- | -------------- | --- | ----------------------------- | ------------------------------------------------------- | --------------------------------- | --------------------------------- | --------------------------------- | --------------------------------- |
| 1     | Marie          | 25  | Gratentour (Haute-Garonne)    | Mark Ronson & Miley Cyrus - Nothing Breaks Like a Heart | Le coach a buzzé sur ce candidat  | Le coach a buzzé sur ce candidat  | —                                 | —                                 |
| 2     | Vanina Pietri  | 31  | Paris                         | Dalida - Laissez-moi danser                             | Le coach a buzzé sur ce candidat  | Le coach a buzzé sur ce candidat  | —                                 | Le coach a buzzé sur ce candidat  |
| 3     | Olivier Kaye   | 27  | Aywaille (Belgique)           | Shawn Mendes - There's Nothing Holdin' Me Back          | —                                 | —                                 | —                                 | —                                 |
| 4     | Niki Black     | 25  | Paris                         | Amy Winehouse - Back to Black                           | Le coach a buzzé sur ce candidat  | Le coach a buzzé sur ce candidat  | —                                 | Le coach a buzzé sur ce candidat  |
| 5     | Domitille      | 25  | Cognin (Savoie)               | Michel Jonasz - Je voulais te dire que je t'attends     | —                                 | —                                 | —                                 | —                                 |
| 6     | Paul'O         | 30  | Landéda (Finistère)           | Léo Ferré - Des armes                                   | Le coach a buzzé sur ce candidat  | Le coach a buzzé sur ce candidat  | Le coach a buzzé sur ce candidat  | Le coach a buzzé sur ce candidat  |
| 7     | Anik St-Pierre | 47  | Shawinigan (Québec)           | Céline Dion - All by Myself                             | Le coach a buzzé sur ce candidat  | —                                 | —                                 | Le coach a buzzé sur ce candidat  |
| 8     | Papa drag      | 34  | Gagny (Seine-Saint-Denis)     | Calvin Harris & Rag'n'Bone Man - Giant                  | —                                 | —                                 | —                                 | —                                 |
| 9     | The Vivi       | 20  | Fresnay-sur-Sarthe (Sarthe)   | Orelsan - Suicide social                                | Le coach a buzzé sur ce candidat  | Le coach a buzzé sur ce candidat  | Le coach a buzzé sur ce candidat  | Le coach a buzzé sur ce candidat  |
| 10    | Eolya          | 30  | Anglet (Pyrénées-Atlantiques) | Chant traditionnel irlandais                            | Le coach a buzzé sur ce candidat  | —                                 | —                                 | —                                 |
| 11    | Amane Grey     | 24  | Nancy (Meurthe-et-Moselle)    | Mylène Farmer - Sans contrefaçon                        | —                                 | —                                 | —                                 | —                                 |
| 12    | Lara Bou Abdo  | 16  | Beyrouth (Liban)              | Faïrouz - Li Beirut                                     | Le coach a buzzé sur ce candidat  | Le coach a buzzé sur ce candidat  | —                                 | —                                 |
| 13    | Alice          | 23  | Questembert (Morbihan)        | Sandi Thom - I Wish I Was A Punk Rocker                 | —                                 | —                                 | —                                 | —                                 |

Vanina a participé à la Saison 9 de Star Academy, la même saison que Sidoine de la saison 8, ainsi que Tony de la saison 9.
Papa Drag s'est fait remarquer avec son look « queer » : boucles d'oreilles, leggings, talons dorés de 12 cm. À l'issue de sa prestation, il a partagé son message de « l'insolence d'être soi ».
Olivier Kaye a participé à la cinquième saison de  The Voice Belgique où il fut finaliste.
Le 22 février la société de production ITV annonce que The Vivi est exclu de l'émission à la suite de la découverte d'anciens messages controversés publiés sur son compte Twitter,.

#### Épisode 4
Le quatrième épisode est diffusé le 27 février 2021 à 21 h 5.
| Ordre | Candidat       | Âge | Localisation                      | Chanson                                  | Choix des coachs et des candidats | Choix des coachs et des candidats | Choix des coachs et des candidats | Choix des coachs et des candidats |
| Ordre | Candidat       | Âge | Localisation                      | Chanson                                  | Florent Pagny                     | Amel Bent                         | Vianney                           | Marc Lavoine                      |
| ----- | -------------- | --- | --------------------------------- | ---------------------------------------- | --------------------------------- | --------------------------------- | --------------------------------- | --------------------------------- |
| 1     | Elodie Ji      | 32  | Gentilly (Val-de-Marne)           | Diana King - Shy Guy                     | Le coach a buzzé sur ce candidat  | Le coach a buzzé sur ce candidat  | Le coach a buzzé sur ce candidat  | —                                 |
| 2     | Lydia          | 27  | Marseille (Bouches-du-Rhône)      | Dalida - À ma manière                    | —                                 | —                                 | —                                 | —                                 |
| 3     | Angelo Mougin  | 31  | Metz (Moselle)                    | Christophe - Les Paradis perdus          | Le coach a buzzé sur ce candidat  | Le coach a buzzé sur ce candidat  | Le coach a buzzé sur ce candidat  | Amel Bent                         |
| 4     | Alya           | 17  | Neupré (Belgique)                 | Muse - Unintended                        | Le coach a buzzé sur ce candidat  | Le coach a buzzé sur ce candidat  | —                                 | Le coach a buzzé sur ce candidat  |
| 5     | Dan Goodbar    | 77  | Cassis (Bouches-du-Rhône)         | Léo Ferré - Avec le temps                | —                                 | —                                 | —                                 | —                                 |
| 6     | Luciano Cadô   | 32  | Châtenay-Malabry (Hauts-de-Seine) | Mika - Grace Kelly                       | Le coach a buzzé sur ce candidat  | Le coach a buzzé sur ce candidat  | Le coach a buzzé sur ce candidat  | Le coach a buzzé sur ce candidat  |
| 7     | Azza Kamaria   | 26  | Paris                             | Kendji Girac - Habibi                    | Le coach a buzzé sur ce candidat  | —                                 | —                                 | —                                 |
| 8     | Jean José      | 65  | Marseille (Bouches-du-Rhône)      | Tom Jones - It's Not Unusual             | —                                 | —                                 | —                                 | —                                 |
| 9     | Camelione      | 20  | Hornu (Belgique)                  | Maëlle - L'effet de masse                | Le coach a buzzé sur ce candidat  | —                                 | Le coach a buzzé sur ce candidat  | —                                 |
| 10    | Luc Laversanne | 30  | Montpellier (Hérault)             | Germaine Sablon - Le Chant des partisans | —                                 | —                                 | —                                 | Le coach a buzzé sur ce candidat  |
| 11    | Chloé          | 21  | Mouscron (Belgique)               | Françoise Hardy - Message personnel      | —                                 | —                                 | —                                 | —                                 |
| 12    | Adrien         | 20  | Blériot Plage (Pas-de-Calais)     | James Brown - I Got You (I Feel Good)    | —                                 | —                                 | —                                 | —                                 |
| 13    | Tom Ross       | 48  | Levallois-Perret (Hauts-de-Seine) | Radiohead - Creep                        | Le coach a buzzé sur ce candidat  | —                                 | —                                 | Le coach a buzzé sur ce candidat  |

Azza Kamaria a déjà participé à la treizième saison de  Nouvelle Star en 2017 mais a fini 9e au classement. Elodie Ji a aussi participé à la saison 13 de la Nouvelle Star la même saison qu’Amaury Trouve de la saison 9.

#### Épisode 5
Le cinquième épisode est diffusé le 6 mars 2021 à 21 h 5
| Ordre | Candidat                                  | Âge          | Localisation                     | Chanson                                      | Choix des coachs et des candidats | Choix des coachs et des candidats | Choix des coachs et des candidats | Choix des coachs et des candidats |
| Ordre | Candidat                                  | Âge          | Localisation                     | Chanson                                      | Florent Pagny                     | Amel Bent                         | Vianney                           | Marc Lavoine                      |
| ----- | ----------------------------------------- | ------------ | -------------------------------- | -------------------------------------------- | --------------------------------- | --------------------------------- | --------------------------------- | --------------------------------- |
| 1     | Alexis Roussiaux                          | 23           | Metz (Moselle)                   | Michel Polnareff - Goodbye Marylou           | Le coach a buzzé sur ce candidat  | Le coach a buzzé sur ce candidat  | Le coach a buzzé sur ce candidat  | Le coach a buzzé sur ce candidat  |
| 2     | Kentin                                    | 26           | Bordeaux (Gironde)               | Panic! at the Disco - Into The Unknow        | —                                 | —                                 | —                                 | —                                 |
| 3     | Nayah                                     | 60           | Perpignan (Pyrénées-Orientales)  | Édith Piaf - Hymne à l'amour                 | —                                 | —                                 | —                                 | —                                 |
| 4     | Yannick Schlesser                         | 23           | Paris                            | Arthur H - La boxeuse amoureuse              | Le coach a buzzé sur ce candidat  | —                                 | —                                 | Le coach a buzzé sur ce candidat  |
| 5     | Cyprien                                   | 26           | Toulouse (Haute-Garonne)         | Bruno Mars - Versace on the Floor            | —                                 | Le coach a buzzé sur ce candidat  | Le coach a buzzé sur ce candidat  | —                                 |
| 6     | Jérémy                                    | 20           | Millau (Aveyron)                 | Hugues Aufray - Adieu monsieur le professeur | —                                 | —                                 | Le coach a buzzé sur ce candidat  | —                                 |
| 7     | Sonia Roussey                             | 20           | Nancy (Lorraine)                 | Marvin Gaye - Ain't No Mountain High Enough  | —                                 | Le coach a buzzé sur ce candidat  | —                                 | —                                 |
| 8     | Axel                                      | 22           | Nîmes (Gard)                     | Suzane - P'tit gars                          | —                                 | —                                 | —                                 | —                                 |
| 9     | Pottok On The Sofa (Alex, Alice et Sarah) | 21, 24 et 19 | Angers (Maine-et-Loire)          | Adele - When We Were Young                   | Le coach a buzzé sur ce candidat  | —                                 | —                                 | Le coach a buzzé sur ce candidat  |
| 10    | Marina Battista                           | 18           | Castelsarrasin (Tarn-et-Garonne) | The Greatest Showman - Never Enough          | —                                 | —                                 | —                                 | —                                 |
| 11    | Canta Diva (Maryline et Stéphanie)        | 32 et 39     | Marseille (Bouches-du-Rhône)     | France Gall - Poupée de cire, poupée de son  | Le coach a buzzé sur ce candidat  | —                                 | —                                 | —                                 |
| 12    | Lummen Nae                                | 25           | Malakoff (Hauts-de-Seine)        | The Weeknd - Blinding Lights                 | —                                 | —                                 | —                                 | —                                 |
| 13    | Quentin Malo                              | 25           | Toulon (Var)                     | Serge Gainsbourg - Couleur Café              | Vianney                           | Le coach a buzzé sur ce candidat  | Le coach a buzzé sur ce candidat  | Le coach a buzzé sur ce candidat  |

Nayah a représenté la France au Concours Eurovision de la chanson 1999 puis est devenue sosie de Céline Dion. Quentin Malo a participé à la treizième saison de la Nouvelle Star en 2017 tout comme Azza Kamaria et Elodie Ji qu’on a pu voir lors de l’épisode précédent des auditions à l’aveugle.

#### Épisode 6
Le sixième épisode est diffusé le 13 mars 2021 à 21 h 5.
| Ordre | Candidat            | Âge | Localisation                          | Chanson                                   | Choix des coachs et des candidats | Choix des coachs et des candidats | Choix des coachs et des candidats | Choix des coachs et des candidats |
| Ordre | Candidat            | Âge | Localisation                          | Chanson                                   | Florent Pagny                     | Amel Bent                         | Vianney                           | Marc Lavoine                      |
| ----- | ------------------- | --- | ------------------------------------- | ----------------------------------------- | --------------------------------- | --------------------------------- | --------------------------------- | --------------------------------- |
| 1     | Marvin Roth         | 29  | Paris                                 | Stevie Wonder - All In Love Is Fair       | —                                 | Le coach a buzzé sur ce candidat  | Le coach a buzzé sur ce candidat  | —                                 |
| 2     | Charlotte Elizabeth | 26  | Paris                                 | -M- - La bonne étoile                     | —                                 | —                                 | —                                 | Le coach a buzzé sur ce candidat  |
| 3     | Sandraline          | NC  | Toulouse (Haute-Garonne)              | Bishop Briggs - River                     | —                                 | —                                 | —                                 | —                                 |
| 4     | Silvio Ilardo       | 31  | Paris                                 | Zazie - J'envoie valser                   | Le coach a buzzé sur ce candidat  | —                                 | Le coach a buzzé sur ce candidat  | Le coach a buzzé sur ce candidat  |
| 5     | Nico Sarro          | 45  | Saint-Germain-Nuelles (Rhône)         | Queen - Who Wants to Live Forever         | Le coach a buzzé sur ce candidat  | Le coach a buzzé sur ce candidat  | Le coach a buzzé sur ce candidat  | Le coach a buzzé sur ce candidat  |
| 6     | Elise               | 16  | La Baule-Escoublac (Loire-Atlantique) | Christina Aguilera - Beautiful            | —                                 | Le coach a buzzé sur ce candidat  | —                                 | —                                 |
| 7     | Stellia Koumba      | 29  | Agen (Lot-et-Garonne)                 | Jacques Brel - La Quête                   | —                                 | —                                 | Le coach a buzzé sur ce candidat  | Le coach a buzzé sur ce candidat  |
| 8     | Patricia Samuel     | 51  | Buc (Yvelines)                        | Etta James - Something's Got a Hold on Me | —                                 | —                                 | —                                 | —                                 |
| 9     | Anaïd B.            | 25  | Pouilly-le-Monial (Rhône)             | Vincent Baguian - Je suis une tombe       | Le coach a buzzé sur ce candidat  | Le coach a buzzé sur ce candidat  | Le coach a buzzé sur ce candidat  | Le coach a buzzé sur ce candidat  |
| 10    | Aimée               | 16  | Lyon (Rhône)                          | Lewis Capaldi - Before You Go             | —                                 | Le coach a buzzé sur ce candidat  | Le coach a buzzé sur ce candidat  | —                                 |
| 11    | Lighter             | 34  | Carcarès-Sainte-Croix (Landes)        | Fréro Delavega - Le cœur éléphant         | —                                 | —                                 | —                                 | —                                 |
| 12    | Clara Polaire       | 31  | Paris                                 | Régine - Les bleus                        | —                                 | —                                 | —                                 | Le coach a buzzé sur ce candidat  |
| 13    | Julien Reinhardt    | 18  | Forbach (Moselle)                     | Lucio Dalla - Caruso                      | —                                 | Le coach a buzzé sur ce candidat  | —                                 | —                                 |

Ce n'est pas la fin des auditions à l'aveugle mais Vianney a déjà dépassé son quota de 14 talents en recrutant Aimée, ce qui le porte à 15 talents.
Julien Reinhardt avait déjà participé aux auditions à l'aveugle de la Saison 9 mais aucun coach ne s'était retourné.

#### Épisode 7
Le septième épisode est diffusé le 20 mars 2021 à 21 h 5.
| Ordre | Candidat          | Âge | Localisation                     | Chanson                                       | Choix des coachs et des candidats | Choix des coachs et des candidats | Choix des coachs et des candidats | Choix des coachs et des candidats |
| Ordre | Candidat          | Âge | Localisation                     | Chanson                                       | Florent Pagny                     | Amel Bent                         | Vianney                           | Marc Lavoine                      |
| ----- | ----------------- | --- | -------------------------------- | --------------------------------------------- | --------------------------------- | --------------------------------- | --------------------------------- | --------------------------------- |
| 1     | Manon Cruz        | 21  | Bordeaux (Gironde)               | Sia - Alive                                   | Le coach a buzzé sur ce candidat  | Le coach a buzzé sur ce candidat  | Équipe complète                   | —                                 |
| 2     | Otta              | 29  | Paris                            | Lewis Capaldi - Bruises                       | Le coach a buzzé sur ce candidat  | Le coach a buzzé sur ce candidat  | Équipe complète                   | —                                 |
| 3     | Yéshé             | 30  | Paris                            | Alain Bashung - Madame rêve                   | —                                 | Équipe complète                   | Équipe complète                   | —                                 |
| 4     | Marie             | 34  | Erstein (Bas-Rhin)               | Kristin Chenoweth - La fille du 14G           | —                                 | Équipe complète                   | Équipe complète                   | —                                 |
| 5     | Chiara            | 23  | Londres (Royaume-Uni)            | Andra Day - Rise Up                           | Le coach a buzzé sur ce candidat  | Équipe complète                   | Équipe complète                   | —                                 |
| 6     | Zacharie Dolce    | 21  | Paris                            | Daniel Lavoie - Ils s'aiment                  | Équipe complète                   | Le coach a buzzé sur ce candidat  | Équipe complète                   | Le coach a buzzé sur ce candidat  |
| 7     | Elodie            | 39  | Nice (Alpes-Maritimes)           | France Gall - Si, maman si                    | Équipe complète                   | Équipe complète                   | Équipe complète                   | —                                 |
| 8     | Robin Baron       | 23  | Toulouse (Haute-Garonne)         | Michel Jonasz - J'veux pas qu' tu t'en ailles | Équipe complète                   | Équipe complète                   | Équipe complète                   | Le coach a buzzé sur ce candidat  |
| 9     | Romatica Duminica | 33  | Bucarest (Roumanie)              | Lady Gaga - Stupid Love                       | Équipe complète                   | Équipe complète                   | Équipe complète                   | Équipe complète                   |
| 10    | Julie             | 21  | Pollestres (Pyrénées-Orientales) | Cher - Believe                                | Équipe complète                   | Équipe complète                   | Équipe complète                   | Équipe complète                   |
| 11    | Camille           | 21  | Niort (Deux-Sèvres)              | Tones and I - Dance Monkey                    | Équipe complète                   | Le coach a buzzé sur ce candidat  | Le coach a buzzé sur ce candidat  | Équipe complète                   |
| 12    | Zélie             | 18  | Paris                            | Loïc Nottet - M./Mme                          | Équipe complète                   | Équipe complète                   | Équipe complète                   | Équipe complète                   |
| 13    | Jessie Will       | 24  | Nanterre (Hauts-de-Seine)        | Céline Dion - Pour que tu m’aimes encore      | Équipe complète                   | Le coach a buzzé sur ce candidat  | Équipe complète                   | Équipe complète                   |

Jessie Will a remporté l'émission Together, tous avec moi.

### Les Battles
Durant l'épreuve des Battles, chaque coach désigne des paires (ou triplet) de talents, qui chanteront en tandem une chanson désignée par le coach. Cette saison, les coachs seront aidés par d'autres coachs (les co-coachs) :
- Florent Pagny aura à ses côtés deux figures de la chanson française, Calogero et Patrick Fiori ;
- Amel Bent sera entourée de Zaho et du tandem formé par Vitaa et Slimane ;
- Vianney coachera ses talents avec l'aide de Patrick Bruel et Véronique Sanson ;
- Marc Lavoine coachera ses talents avec l'aide de Benjamin Biolay et du rappeur Vald.

Le vol de talents est réintégré à partir de cette saison et est illimité mais chaque nouveau talent volé prend la place du précédent talent volé par le coach.
Dans chaque Battle, 2 talents vont chanter en tandem. Un seul peut gagner. L'autre est éliminé sauf si un autre coach décide de le "voler" et de l'intégrer dans son équipe. Pour cela, à la fin des résultats, le coach intéressé par le talent buzze (Je vous veux). S'il est le seul, le candidat rejoint cette équipe. Si plusieurs coachs buzzent, c'est au talent de choisir quelle équipe il veut intégrer.

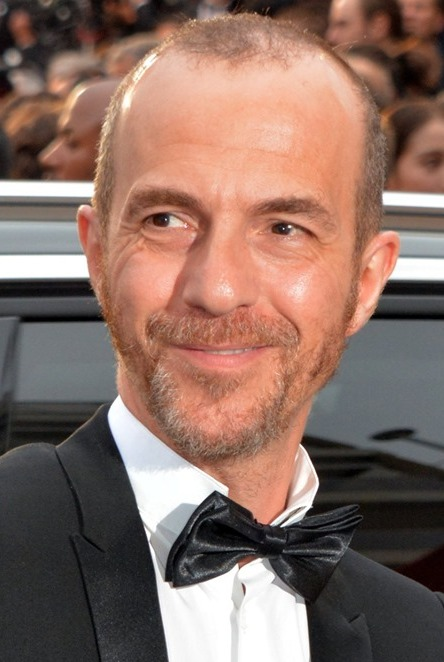
Calogero, co-coach de Florent Pagny
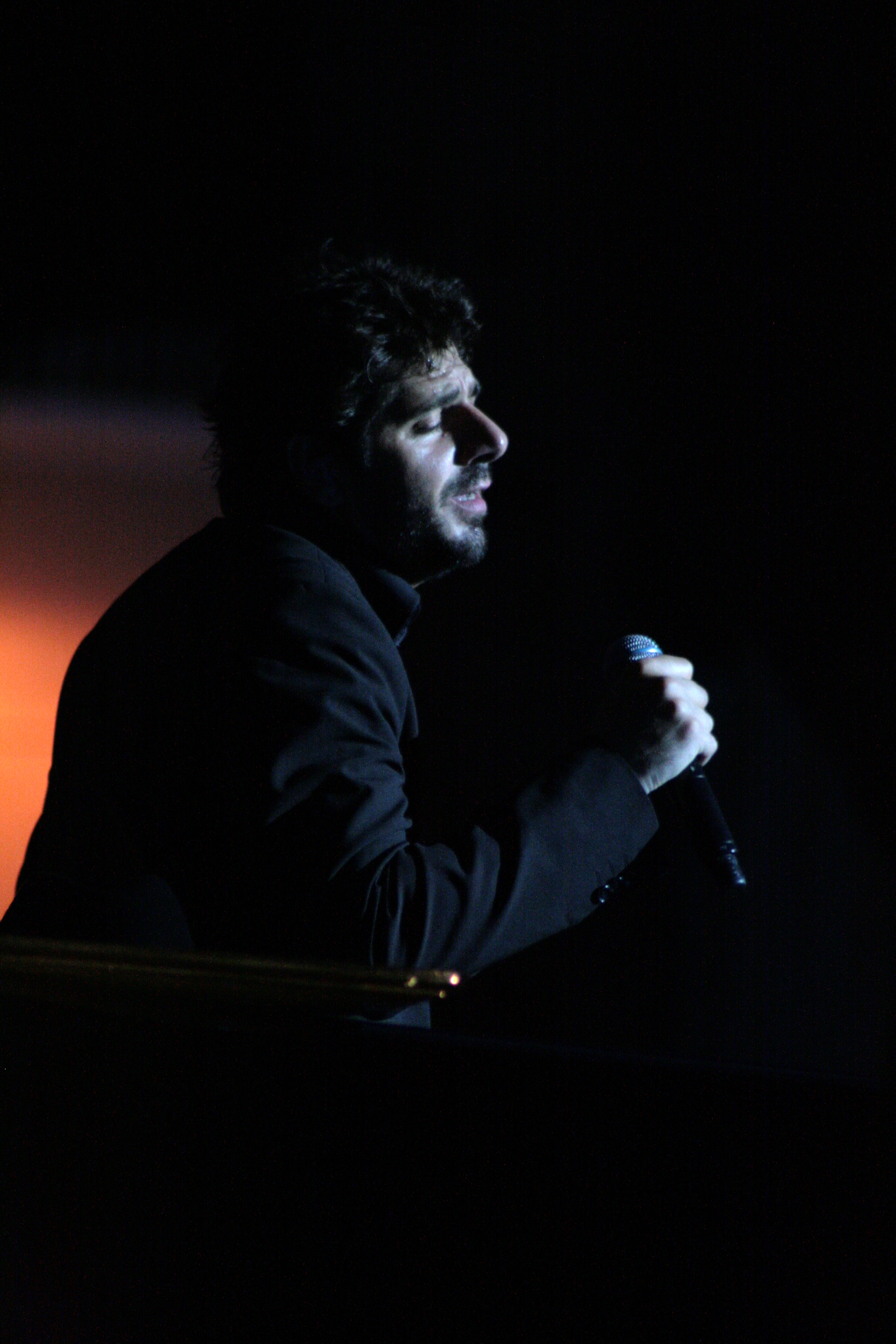
Patrick Fiori, co-coach de Florent Pagny
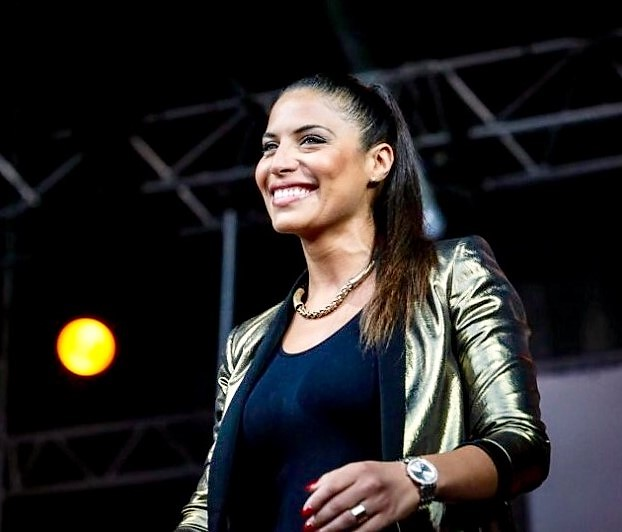
Zaho, co-coach de Amel Bent
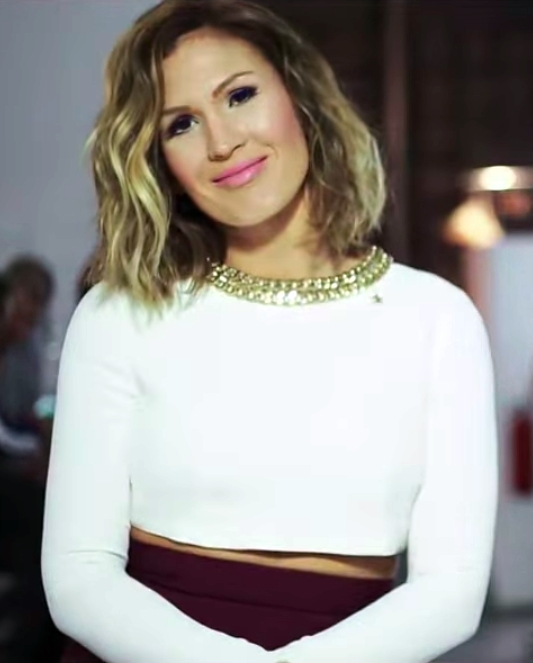
Vitaa, co-coach de Amel Bent
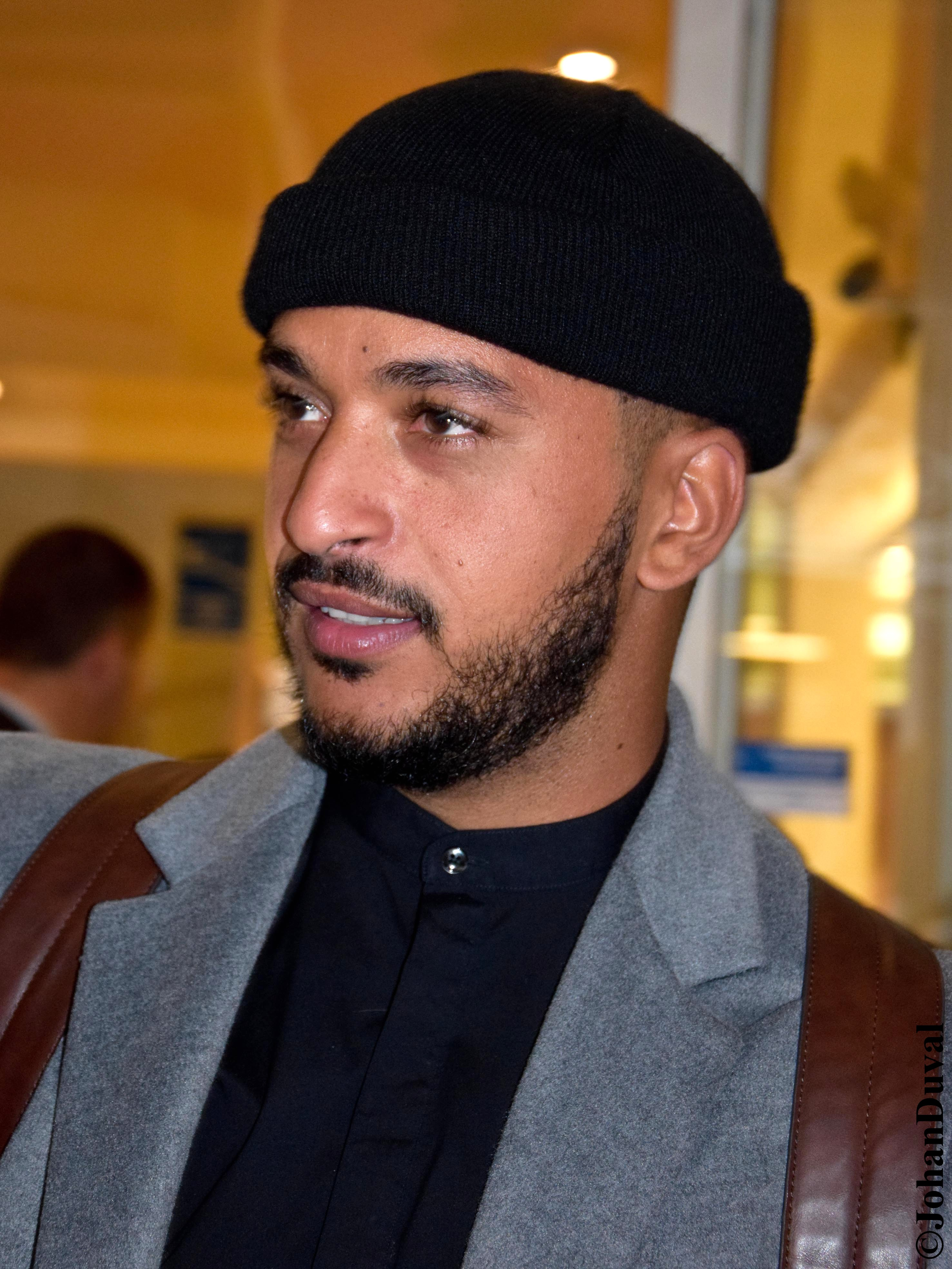
Slimane, co-coach de Amel Bent
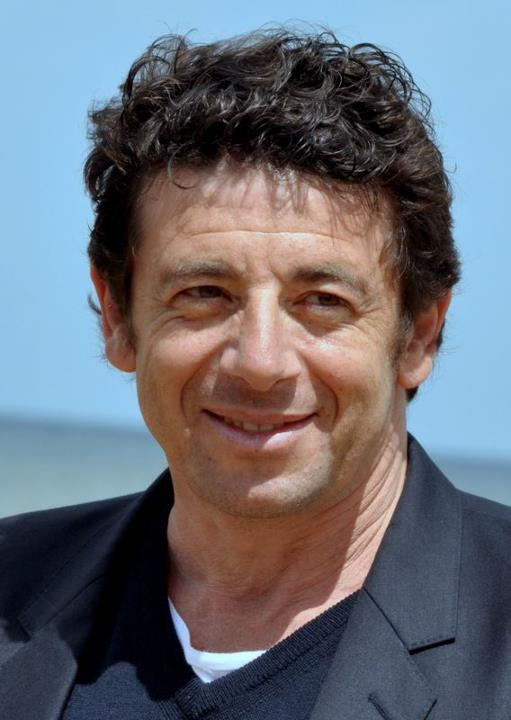
Patrick Bruel, co-coach de Vianney
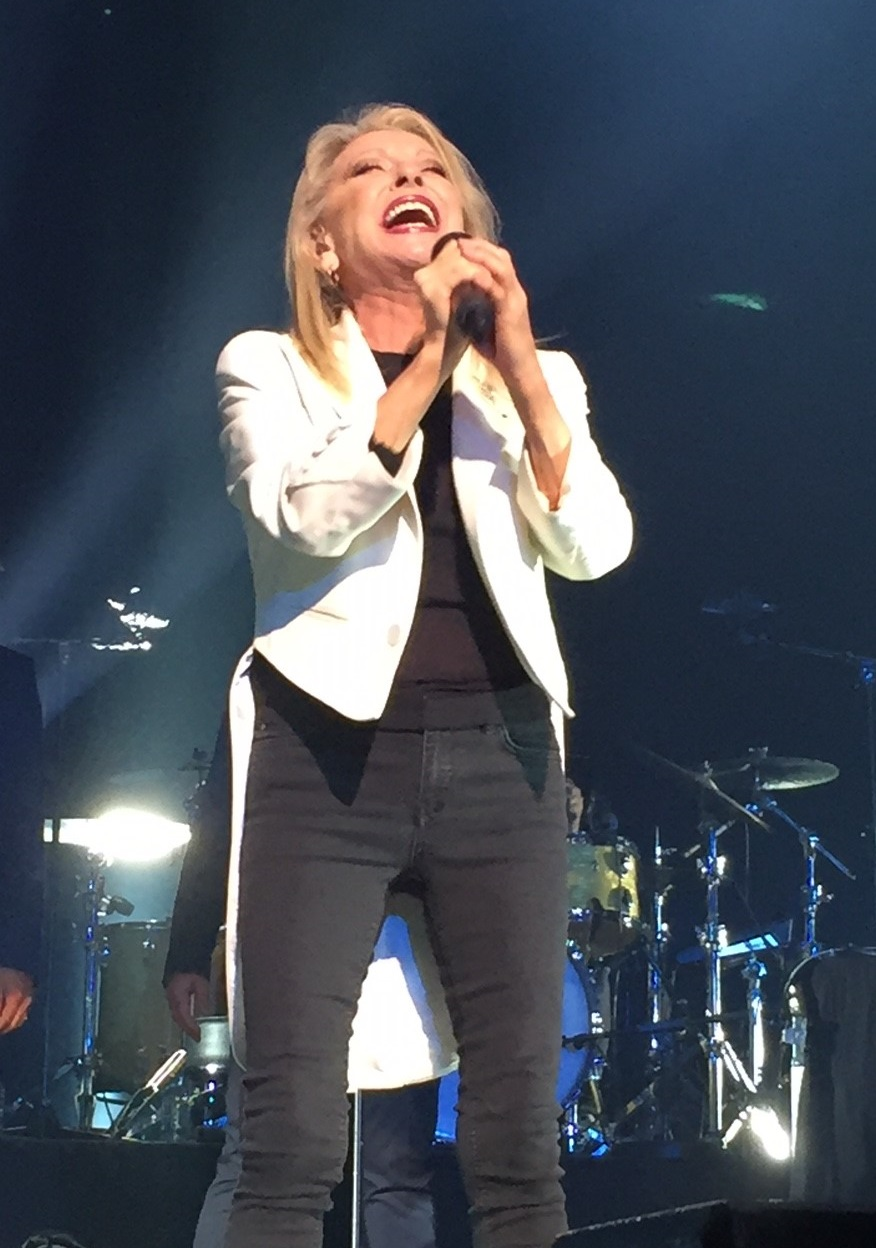
Véronique Sanson, co-coach de Vianney
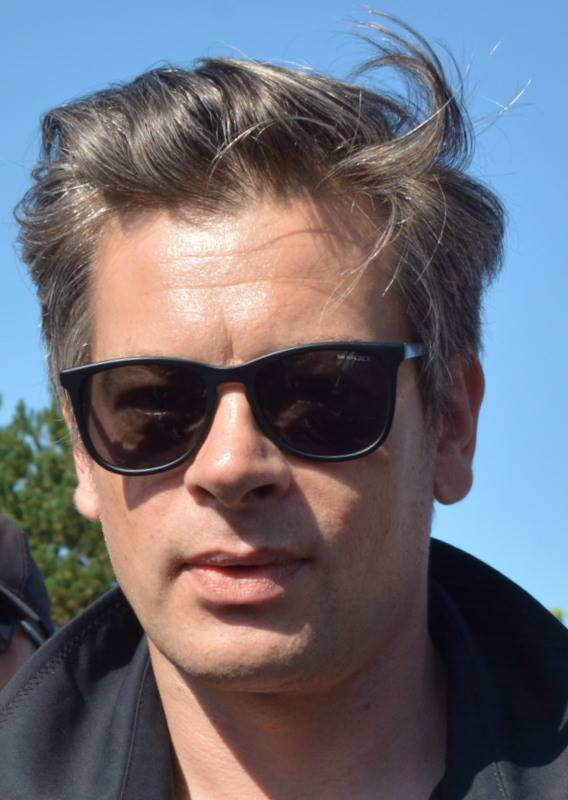
Benjamin Biolay, co-coach de Marc Lavoine
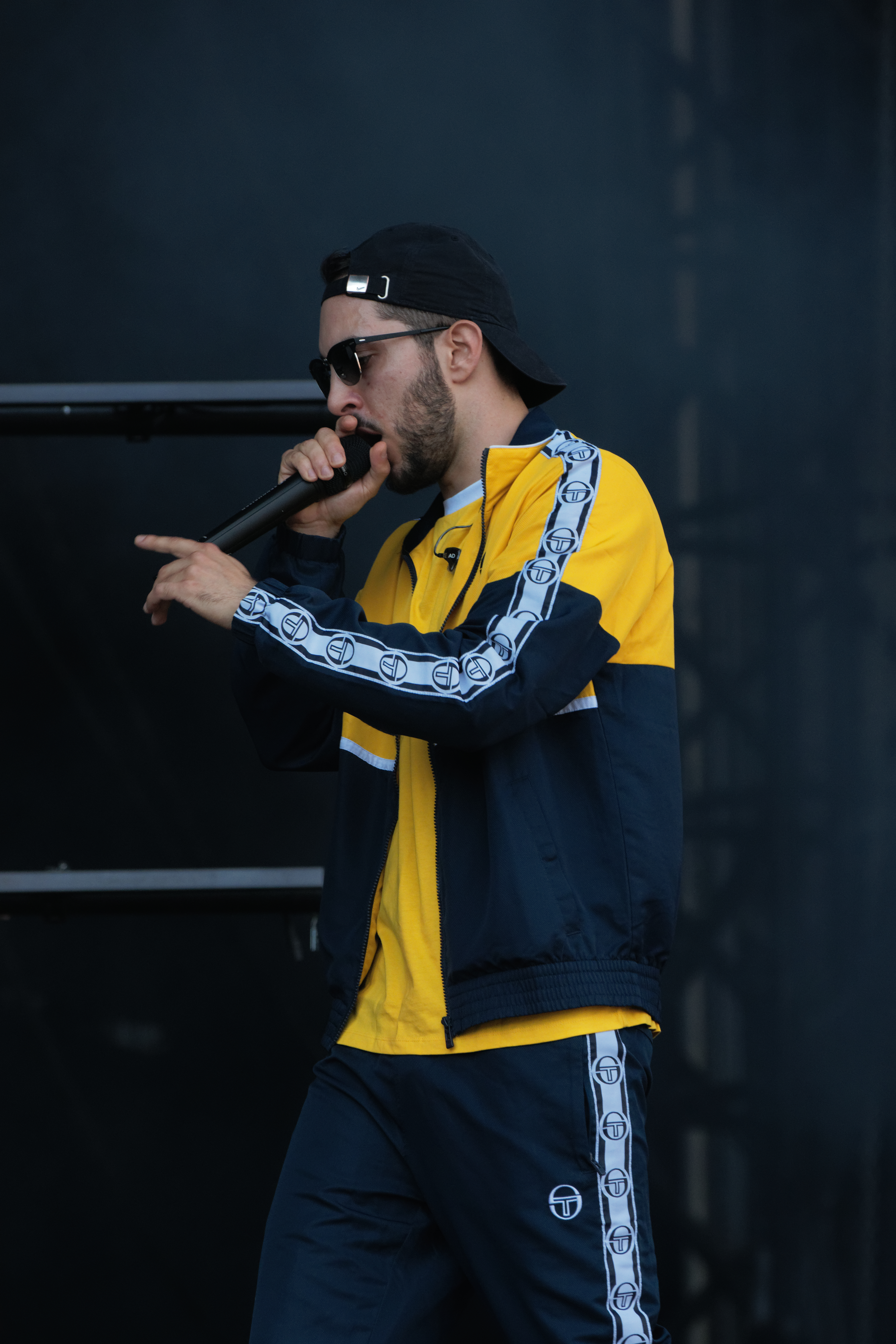
Vald, co-coach de Marc Lavoine

#### Épisode 8
Le huitième épisode est diffusé le 27 mars 2021 à 21 h 5.
| Ordre | Équipe        | Gagnant(s)       | Chanson                                                 | Perdant(s)        | Buzz                             | Buzz                             | Buzz                             | Buzz                             |
| Ordre | Équipe        | Gagnant(s)       | Chanson                                                 | Perdant(s)        | Florent Pagny                    | Amel Bent                        | Vianney                          | Marc Lavoine                     |
| ----- | ------------- | ---------------- | ------------------------------------------------------- | ----------------- | -------------------------------- | -------------------------------- | -------------------------------- | -------------------------------- |
| 1     | Florent Pagny | Giada Capraro    | Johnny Hallyday - Requiem pour un fou                   | Tom Ross          | NC                               | -                                | -                                | -                                |
| 2     | Vianney       | Mentissa Aziza   | Beyoncé - Freedom                                       | Stellia Koumba    | Le coach a buzzé sur ce candidat | Le coach a buzzé sur ce candidat | NC                               | Le coach a buzzé sur ce candidat |
| 3     | Amel Bent     | Cyprien Zeni     | Lucie Dolène (La Belle et la Bête) - Histoire éternelle | Elise             | -                                | NC                               | -                                | -                                |
| 4     | Marc Lavoine  | Jim Bauer        | The Rolling Stones - Angie                              | Luciano Cadô      | -                                | -                                | -                                | NC                               |
| 5     | Florent Pagny | Silvio Ilardo    | Jacques Brel - Amsterdam                                | Yannick Schlesser | NC                               | -                                | -                                | -                                |
| 6     | Amel Bent     | Sonia Roussey    | Whitney Houston - I Wanna Dance with Somebody           | Malaïka Lacy      | -                                | NC                               | -                                | -                                |
| 6     | Amel Bent     | Sonia Roussey    | Whitney Houston - I Wanna Dance with Somebody           | Elodie Ji         | -                                | NC                               | -                                | -                                |
| 7     | Vianney       | Angelo Mougin    | Patrick Bruel - Casser la voix                          | Alexis Roussiaux  | -                                | Le coach a buzzé sur ce candidat | NC                               | -                                |
| 8     | Florent Pagny | Marie Pichoustre | Les Rita Mitsouko - Les Histoires d'A.                  | Manon Cruz        | NC                               | -                                | -                                | -                                |
| 9     | Marc Lavoine  | Quentin Malo     | Maxime Le Forestier - Né quelque part                   | Luc Laversanne    | -                                | -                                | Le coach a buzzé sur ce candidat | NC                               |

#### Épisode 9
Le neuvième épisode est diffusé le 3 avril 2021 à 21 h 5.
| Ordre | Équipe        | Gagnant(s)       | Chanson                              | Perdant(s)       | Buzz          | Buzz                             | Buzz                             | Buzz                             |
| Ordre | Équipe        | Gagnant(s)       | Chanson                              | Perdant(s)       | Florent Pagny | Amel Bent                        | Vianney                          | Marc Lavoine                     |
| ----- | ------------- | ---------------- | ------------------------------------ | ---------------- | ------------- | -------------------------------- | -------------------------------- | -------------------------------- |
| 1     | Marc Lavoine  | Arthur Chaminade | Queen & David Bowie - Under Pressure | Anik St-Pierre   | -             | Le coach a buzzé sur ce candidat | -                                | NC                               |
| 2     | Florent Pagny | Edgar Claudel    | Adele - Hello                        | Vanina Pietri    | NC            | -                                | -                                | -                                |
| 3     | Marc Lavoine  | Tarik            | Vald - Deviens génial                | Robin Baron      | -             | -                                | -                                | NC                               |
| 4     | Amel Bent     | Jaja Mulongo     | Starmania - Le Blues du businessman  | Julien Reinhardt | -             | NC                               | Le coach a buzzé sur ce candidat | -                                |
| 5     | Vianney       | Paul'O           | Louise Attaque - J't'emmène au vent  | Bryan Tournié    | -             | -                                | NC                               | -                                |
| 5     | Vianney       | Paul'O           | Louise Attaque - J't'emmène au vent  | Jérémy Cazes     | -             | -                                | NC                               | -                                |
| 6     | Florent Pagny | Azza Kamaria     | Calogero - Yalla                     | Eolya            | NC            | -                                | -                                | -                                |
| 7     | Marc Lavoine  | Louise Mambell   | 4 Non Blondes - What's Up?           | Margaux Joubert  | -             | -                                | -                                | NC                               |
| 8     | Amel Bent     | Robin Peret      | Hozier - Take Me to Church           | Otta             | -             | NC                               | -                                | -                                |
| 9     | Vianney       | Youssef Zaki     | Babylone - Zina                      | Anaïd B.         | -             | -                                | NC                               | Le coach a buzzé sur ce candidat |

#### Épisode 10
Le dixième épisode est diffusé le 10 avril 2021 à 21 h 5.
| Ordre | Équipe        | Gagnant(s)         | Chanson                                                   | Perdant(s)                | Buzz          | Buzz      | Buzz    | Buzz         |
| Ordre | Équipe        | Gagnant(s)         | Chanson                                                   | Perdant(s)                | Florent Pagny | Amel Bent | Vianney | Marc Lavoine |
| ----- | ------------- | ------------------ | --------------------------------------------------------- | ------------------------- | ------------- | --------- | ------- | ------------ |
| 1     | Florent Pagny | Marghe Davico      | Aretha Franklin - (You Make Me Feel Like) A Natural Woman | Chiara Oldano             | NC            | -         | -       | -            |
| 2     | Amel Bent     | Wahil Laghrari     | Daniel Lévi - L'Envie d'aimer                             | Marvin Roth               | -             | NC        | -       | -            |
| 3     | Vianney       | Aimée              | Véronique Sanson - Besoin de personne                     | Nico Sarro                | -             | -         | NC      | -            |
| 4     | Marc Lavoine  | Clara Polaire      | Benjamin Biolay - Comment est ta peine ?                  | Zacharie Dolce            | -             | -         | -       | NC           |
| 5     | Amel Bent     | Niki Black         | P!nk - Try                                                | Camille Dadet             | -             | NC        | -       | -            |
| 6     | Vianney       | Kay                | Elton John - Your Song                                    | Camelione                 | -             | -         | NC      | -            |
| 7     | Florent Pagny | Pottok On The Sofa | Queen - Bicycle Race                                      | Canta Diva                | NC            | -         | -       | -            |
| 8     | Marc Lavoine  | Alyah Lukunku      | France Gall - Évidemment                                  | Charlotte Elizabeth Mazet | -             | -         | -       | NC           |
| 9     | Amel Bent     | Nicolas Beckers    | Zaho - Je te promets                                      | Lara Bou Abdo             | -             | NC        | -       | -            |
| 9     | Amel Bent     | Nicolas Beckers    | Zaho - Je te promets                                      | Jessie Will               | -             | NC        | -       | -            |
| 10    | Vianney       | The Vivi           | Grand Corps Malade et Camille Lellouche - Mais je t'aime  | Séri                      | -             | -         | NC      | -            |

#### Bilan des Battles
| Florent Pagny            | Amel Bent                     | Vianney                      | Marc Lavoine      |
| ------------------------ | ----------------------------- | ---------------------------- | ----------------- |
| Giada Capraro            | Cyprien Zeni                  | Mentissa Aziza               | Jim Bauer         |
| Silvio Ilardo            | Sonia Roussey                 | Angelo Mougin                | Quentin Malo      |
| Marie Pichoustre         | Jaja                          | Paul'O                       | Arthur Chaminade  |
| Edgar Claudel            | Robin Peret                   | Youssef Zaki                 | Tarik             |
| Azza Kamaria             | Wahil Laghrari                | Aimée                        | Louise Mambell    |
| Marghe Davico            | Niki Black                    | Kay                          | Clara Polaire     |
| Pottok On The Sofa       | Nicolas Beckers               | The Vivi                     | Alyah             |
| Stellia Koumba (Vianney) | Anik St-Pierre (Marc Lavoine) | Julien Reinhardt (Amel Bent) | Anaïd B (Vianney) |

### K.O.
Comme la saison précédente, cette épreuve suit les Battles.
Cette saison, les coachs devront garder quatre talents de leur équipe sur huit. Il y aura donc quatre talents pour les cross Battles.
Si le coach buzze pour plus de quatre talents, il doit choisir parmi ceux retenus en fin d'émission.

#### Épisode 11
Le onzième épisode est diffusé le 17 avril 2021 à 21 h 5. Il est réservé à l'équipe de Marc Lavoine et Amel Bent.
| Ordre | Candidat         | Chanson                              | Choix du coach | Buzz                             |
| ----- | ---------------- | ------------------------------------ | -------------- | -------------------------------- |
| 1     | Arthur Chaminade | Eminem - Lose Yourself               | Qualifié       | Le coach a buzzé sur ce candidat |
| 2     | Alyah Lukunku    | Michael Jackson - Ben                | Éliminée       | —                                |
| 3     | Jim Bauer        | Annie Cordy - Tata Yoyo              | Qualifié       | Le coach a buzzé sur ce candidat |
| 4     | Quentin Malo     | Alain Souchon - L'Amour à la machine | Éliminé        | —                                |
| 5     | Louise Mambell   | Zazie - Si j'étais moi               | Qualifiée      | Le coach a buzzé sur ce candidat |
| 6     | Clara Polaire    | Juliette Armanet - L'indien          | Éliminée       | —                                |
| 7     | Tarik            | Bigflo & Oli - Je suis               | Qualifié       | Le coach a buzzé sur ce candidat |
| 8     | Anaïd B          | Marc Lavoine - Paris                 | Éliminée       | —                                |

| Ordre | Candidat        | Chanson                                | Choix du coach | Buzz                             |
| ----- | --------------- | -------------------------------------- | -------------- | -------------------------------- |
| 1     | Cyprien Zeni    | David Guetta feat. Usher - Without You | Qualifié       | Le coach a buzzé sur ce candidat |
| 2     | Nicolas Beckers | Grégory Lemarchal - Je t'écris         | Éliminé        | —                                |
| 3     | Niki Black      | Édith Piaf - Hymne à l'amour           | Qualifiée      | Le coach a buzzé sur ce candidat |
| 4     | Jaja Mulongo    | Gloria Gaynor - I Am What I Am         | Éliminé        | —                                |
| 5     | Wahil Laghrari  | Charles Aznavour - Parce que           | Qualifié       | Le coach a buzzé sur ce candidat |
| 6     | Robin Peret     | Michel Berger - Les Princes des villes | Éliminé        | —                                |
| 7     | Sonia Roussey   | Demi Lovato - Anyone                   | Éliminée       | —                                |
| 8     | Anik St-Pierre  | Lara Fabian - Tout                     | Qualifiée      | Le coach a buzzé sur ce candidat |

#### Épisode 12
Le douzième épisode est diffusé le 24 avril 2021 à 21 h 5. Il est réservé à l'équipe de Vianney et Florent Pagny.
| Ordre | Candidat         | Chanson                                            | Choix du coach | Buzz                             |
| ----- | ---------------- | -------------------------------------------------- | -------------- | -------------------------------- |
| 1     | Aimée            | Joan Jett & The Blackhearts - I Love Rock 'n' Roll | Éliminée       | —                                |
| 2     | Mentissa Aziza   | Zazie - Un point c'est toi                         | Qualifiée      | Le coach a buzzé sur ce candidat |
| 3     | The Vivi         | Claude Nougaro - À bout de souffle                 | Disqualifié    | Le coach a buzzé sur ce candidat |
| 4     | Julien Reinhardt | Ginette Reno - Ça pleure aussi un homme            | Éliminé        | —                                |
| 5     | Paul'O           | Barbara - Dis, quand reviendras-tu ?               | Qualifié       | Le coach a buzzé sur ce candidat |
| 6     | Youssef Zaki     | Harry Styles - Falling                             | Éliminé        | —                                |
| 7     | Angelo Mougin    | Yseult - Bad boy                                   | Qualifié       | Le coach a buzzé sur ce candidat |
| 8     | Kay              | Mylène Farmer - Je te rends ton amour              | Éliminée       | —                                |

| Ordre | Candidat           | Chanson                                            | Choix du coach | Buzz                             |
| ----- | ------------------ | -------------------------------------------------- | -------------- | -------------------------------- |
| 1     | Giada Capraro      | Loren Allred (The Greatest Showman) - Never Enough | Qualifiée      | Le coach a buzzé sur ce candidat |
| 2     | Azza Kamaria       | Sia - Elastic Heart                                | Éliminée       | Le coach a buzzé sur ce candidat |
| 3     | Edgar Claudel      | Camille Lellouche - Ne me jugez pas                | Qualifié       | Le coach a buzzé sur ce candidat |
| 4     | Marie Pichoustre   | Blondie - Heart of Glass                           | Qualifiée      | Le coach a buzzé sur ce candidat |
| 5     | Pottok On The Sofa | Gims - Tout donner                                 | Éliminés       | —                                |
| 6     | Marghe Davico      | Nat King Cole - Nature Boy                         | Qualifiée      | Le coach a buzzé sur ce candidat |
| 7     | Stellia Koumba     | Whitney Houston - I Will Always Love You           | Éliminée       | Le coach a buzzé sur ce candidat |
| 8     | Silvio Ilardo      | Damien Saez - J'accuse                             | Éliminé        | —                                |

Florent Pagny buzze pour Giada Capraro, Azza Kamaria, Edgar Claudel, Marie Pichoustre, Marghe Davico et Stellia Koumba mais doit garder 4 talents. Il choisit donc Giada Capraro, Edgar Claudel, Marie Pichoustre et Marghe Davico et élimine Azza Kamaria et Stellia Koumba.

#### Bilan des K.O
| Florent Pagny    | Amel Bent      | Vianney        | Marc Lavoine     |
| ---------------- | -------------- | -------------- | ---------------- |
| Giada Capraro    | Cyprien Zeni   | Mentissa Aziza | Arthur Chaminade |
| Edgar Claudel    | Niki Black     | The Vivi       | Jim Bauer        |
| Marie Pichoustre | Wahil Laghrari | Paul'O         | Louise Mambell   |
| Marghe Davico    | Anik St-Pierre | Angelo Mougin  | Tarik            |

### Les Cross Battles
Cette saison accueille une nouvelle étape intitulée « Les Cross Battles ». Nikos Aliagas désigne un coach  qui doit choisir parmi ses talents celui qui se produit sur scène. Ce même coach choisit ensuite un autre coach qui envoie à son tour un membre de son équipe. Chacun des deux talents se produit séparément sur une chanson préparée en amont. Le gagnant est désigné par les 101 membres du public muni d'un boitier électronique,.

#### Épisode 13
Le treizième épisode est diffusé le 1er mai 2021 à 21 h 5. À la suite de l'éviction de The Vivi survenu après la diffusion de son audition à l'aveugle, Tarik, le candidat qui l'avait affronté sur cette étape et qui avait été éliminé réintègre l'émission pour la demi-finale.
Légende
| Ordre | Challenger    | Challenger                                      | Challenger        | Challenger  | Challengé   | Challengé        | Challengé                   | Challengé     |
| Ordre | Coach         | Chanson                                         | Candidat          | Pourcentage | Pourcentage | Candidat         | Chanson                     | Coach         |
| ----- | ------------- | ----------------------------------------------- | ----------------- | ----------- | ----------- | ---------------- | --------------------------- | ------------- |
| 1     | Amel Bent     | David Bowie - Life on Mars?                     | Wahil Laghrari    | 37,5 %      | 62,5 %      | Jim Bauer        | Christophe - Aline          | Marc Lavoine  |
| 2     | Florent Pagny | Serge Lama - Je suis malade                     | Giada Capraro     | 59,4 %      | 40,6 %      | Paul'O           | Francis Cabrel - La Corrida | Vianney       |
| 3     | Marc Lavoine  | Diam's - La Boulette                            | Tarik             | 33 %        | 67 %        | The Vivi         | Heuss l'Enfoiré - Khapta    | Vianney       |
| 4     | Vianney       | Claude François - Magnolias for Ever            | Angelo Mougin     | 30,3 %      | 69,7 %      | Arthur Chaminade | Calogero - Prendre racine   | Marc Lavoine  |
| 5     | Amel Bent     | Beyoncé - Halo                                  | Cyprien Zeni      | 73 %        | 27 %        | Louise Mambell   | Tom Odell - Another Love    | Marc Lavoine  |
| 6     | Florent Pagny | Gwen Stefani - What You Waiting For?            | Marie Pichoustre  | 45 %        | 55 %        | Niki Black       | Lady Gaga - Bad Romance     | Amel Bent     |
| 7     | Florent Pagny | Daniel Balavoine - SOS d'un terrien en détresse | Edgar Claudel     | 31,7 %      | 68,3 %      | Mentissa Aziza   | Sia - Chandelier            | Vianney       |
| 8     | Amel Bent     | Ike and Tina Turner - River Deep, Mountain High | Anik Saint-Pierre | 20,2 %      | 79,8 %      | Marghe Davico    | Dua Lipa - Don't Start Now  | Florent Pagny |

#### Bilan des Cross Battles
| Florent Pagny | Amel Bent    | Vianney        | Marc Lavoine     |
| ------------- | ------------ | -------------- | ---------------- |
| Giada Capraro | Cyprien Zeni | Mentissa Aziza | Jim Bauer        |
| Marghe Davico | Niki Black   | —              | Tarik            |
| —             | —            | —              | Arthur Chaminade |

### Les primes

#### Épisode 14 — Demi-finale
Le quatorzième épisode est diffusé le 8 mai 2021 à 21 h 5. Karine Ferri rejoint Nikos Aliagas à la présentation pour les primes en direct.
| Ordre | Équipe                                            | Artiste                                           | Chanson                                    | Résultat                                   |
| ----- | ------------------------------------------------- | ------------------------------------------------- | ------------------------------------------ | ------------------------------------------ |
| 1     | Florent Pagny                                     | Giada Capraro                                     | Queen - Somebody to Love                   | Éliminée                                   |
| 2     | Amel Bent                                         | Cyprien Zeni                                      | Yseult - Corps                             | Qualifié                                   |
| 3     | Marc Lavoine                                      | Jim Bauer                                         | Justin Timberlake - Cry Me a River         | Qualifié                                   |
| —     | Giada Capraro, Marghe Davico & Florent Pagny      | Giada Capraro, Marghe Davico & Florent Pagny      | Andrea Bocelli - Vivo per lei              | Andrea Bocelli - Vivo per lei              |
| 4     | Marc Lavoine                                      | Arthur Chaminade                                  | Daniel Balavoine - Le Chanteur             | Éliminé                                    |
| 5     | Vianney                                           | Mentissa Aziza                                    | Dalida - Pour ne pas vivre seul            | Qualifiée                                  |
| —     | Cyprien Zeni, Niki Black & Amel Bent              | Cyprien Zeni, Niki Black & Amel Bent              | Michael Jackson - The Way You Make Me Feel | Michael Jackson - The Way You Make Me Feel |
| 6     | Florent Pagny                                     | Marghe Davico                                     | Joe Cocker - You are so beautiful          | Qualifiée                                  |
| —     | Mentissa Aziza & Vianney                          | Mentissa Aziza & Vianney                          | Axelle Red - Parce que c'est toi           | Axelle Red - Parce que c'est toi           |
| 7     | Marc Lavoine                                      | Tarik                                             | Boris Vian - Le Déserteur                  | Éliminé                                    |
| 8     | Amel Bent                                         | Niki Black                                        | Johnny Hallyday - Le Pénitencier           | Éliminée                                   |
| —     | Jim Bauer, Arthur Chaminade, Tarik & Marc Lavoine | Jim Bauer, Arthur Chaminade, Tarik & Marc Lavoine | Alain Bashung - Osez Joséphine             | Alain Bashung - Osez Joséphine             |

#### Bilan de la demi-finale
| Florent Pagny | Amel Bent    | Vianney        | Marc Lavoine |
| ------------- | ------------ | -------------- | ------------ |
| Marghe Davico | Cyprien Zeni | Mentissa Aziza | Jim Bauer    |

#### Épisode 15 — La finale
Le quinzième épisode est diffusé le 15 mai 2021 à 21 h 5 avec Karine Ferri et Nikos Aliagas
Les règles de cette finale changent avec deux phases de votes, deux candidats sont éliminés aux deux tiers de l'émission pour un dernier vote entre les deux candidats restants.
Cette saison est remportée par Marghe de l'équipe de Florent Pagny avec 68 % des votes du public face à Jim Bauer, talent de Marc Lavoine.

##### 1reétape
| Ordre | Coach         | Candidat       | Chanson                                              | En duo avec        | Résultat du public |
| ----- | ------------- | -------------- | ---------------------------------------------------- | ------------------ | ------------------ |
| 1     | Amel Bent     | Cyprien Zeni   | Whitney Houston - I Have Nothing                     |                    | Éliminé            |
| 5     | Amel Bent     | Cyprien Zeni   | Louane - Si t'étais là                               | Louane             | Éliminé            |
| 2     | Florent Pagny | Marghe Davico  | Daniel Guichard - Mon vieux                          |                    | Qualifiée          |
| 8     | Florent Pagny | Marghe Davico  | London Grammar - Wasting My Young Years              | London Grammar     | Qualifiée          |
| 3     | Vianney       | Mentissa Aziza | USA for Africa - We Are the World                    |                    | Éliminée           |
| 6     | Vianney       | Mentissa Aziza | Grand Corps Malade & Louane - Derrière le brouillard | Grand Corps Malade | Éliminée           |
| 4     | Marc Lavoine  | Jim Bauer      | Orelsan - Tout va bien                               |                    | Qualifié           |
| 7     | Marc Lavoine  | Jim Bauer      | Calogero - Les Feux d'artifice                       | Calogero           | Qualifié           |

##### 2eétape
| Ordre | Coach         | Candidat      | Chanson                           | Résultat du public | Classement final |
| ----- | ------------- | ------------- | --------------------------------- | ------------------ | ---------------- |
| 2     | Florent Pagny | Marghe Davico | Marghe Davico - Forget Everything | 68 %               | 1re              |
| 1     | Marc Lavoine  | Jim Bauer     | Jim Bauer - Crossroads            | 32 %               | 2e               |

## Audiences

### The Voice: La Plus Belle Voix
| Type                  | Jour de diffusion      | Audience moyenne          | Audience moyenne | Audience moyenne | Classement des audiences | Réf.   |
| Type                  | Jour de diffusion      | Nombre de téléspectateurs | Part de marché   | Part de marché   | Classement des audiences | Réf.   |
| Type                  | Jour de diffusion      | Nombre de téléspectateurs | (4 ans et plus)  | (FRDA-50)        | Classement des audiences | Réf.   |
| --------------------- | ---------------------- | ------------------------- | ---------------- | ---------------- | ------------------------ | ------ |
| Auditions à l'aveugle | Samedi 6 février 2021  | 6 312 000                 | 29,8 %           | 44 %             | 1er                      | [ 16 ] |
| Auditions à l'aveugle | Samedi 13 février 2021 | 5 890 000                 | 27,3 %           | 42,8 %           | 1er                      | [ 17 ] |
| Auditions à l'aveugle | Samedi 20 février 2021 | 5 567 000                 | 26,5 %           | 39,6 %           | 1er                      | [ 18 ] |
| Auditions à l'aveugle | Samedi 27 février 2021 | 5 427 000                 | 26,1 %           | 37,6 %           | 1er                      | [ 19 ] |
| Auditions à l'aveugle | Samedi 6 mars 2021     | 6 058 000                 | 28,4 %           | 41,6 %           | 1er                      | [ 20 ] |
| Auditions à l'aveugle | Samedi 13 mars 2021    | 5 628 000                 | 28 %             | 40,9 %           | 1er                      | [ 21 ] |
| Auditions à l'aveugle | Samedi 20 mars 2021    | 5 177 000                 | 23,2 %           | 32,8 %           | 2e                       | [ 22 ] |
| Battles               | Samedi 27 mars 2021    | 5 213 000                 | 27 %             | 37,5 %           | 1er                      | [ 23 ] |
| Battles               | Samedi 3 avril 2021    | 5 128 000                 | 24,1 %           | 34,9 %           | 2e                       | [ 24 ] |
| Battles               | Samedi 10 avril 2021   | 4 599 000                 | 21,6 %           | 30,8 %           | 2e                       | [ 25 ] |
| K.O.                  | Samedi 17 avril 2021   | 4 659 000                 | 22,7 %           | 34,2 %           | 1er                      | [ 26 ] |
| K.O.                  | Samedi 24 avril 2021   | 4 506 000                 | 22 %             | 27,7 %           | 1er                      | [ 27 ] |
| Cross Battles         | Samedi 1er mai 2021    | 4 892 000                 | 22,2 %           | 30 %             | 2e                       | [ 28 ] |
| Direct                | Samedi 8 mai 2021      | 4 380 000                 | 21,9 %           | 28,3 %           | 2e                       | [ 29 ] |
| Direct                | Samedi 15 mai 2021     | 5 365 000                 | 25,3 %           | 33,3 %           | 1er                      | [ 30 ] |

Légende :
- Plus hauts chiffres d'audiences
- Plus bas chiffres d'audiences

| Légende : Saison 10 |

### The Voice, la suite
| Jour et horaire de diffusion | Audience moyenne          | Audience moyenne | Classement des audiences | Références |
| Jour et horaire de diffusion | Nombre de téléspectateurs | PDM              | Classement des audiences | Références |
| ---------------------------- | ------------------------- | ---------------- | ------------------------ | ---------- |
| Samedi 6 février 2021        | 1 483 000                 | 18,2 %           | 2e                       |            |
| Samedi 13 février 2021       | 1 567 000                 | 17,9 %           | 2e                       |            |
| Samedi 20 février 2021       | 1 291 000                 | 15,4 %           | 2e                       |            |
| Samedi 27 février 2021       | 1 544 000                 | 16,8 %           | 2e                       |            |
| Samedi 6 mars 2021           | 1 474 000                 | 16,8 %           | 2e                       |            |
| Samedi 13 mars 2021          | 1 197 000                 | 14,2 %           | 2e                       |            |
| Samedi 20 mars 2021          | 1 200 000                 | 14 %             | 2e                       | [ 31 ]     |
| Samedi 27 mars 2021          | 1 200 000                 | 16,6 %           | 2e                       | [ 32 ]     |
| Samedi 3 avril 2021          | 1 200 000                 | 14,9 %           | 2e                       | [ 33 ]     |
| Samedi 10 avril 2021         | 849 000                   | 10,7 %           | 2e                       | [ 34 ]     |
| Samedi 17 avril 2021         | 1 054 000                 | 13,5 %           | 3e                       |            |
| Samedi 24 avril 2021         | 1 036 000                 | 13,6 %           | 3e                       |            |
| Samedi 1er mai 2021          | 1 345 000                 | 15 %             | 2e                       | [ 35 ]     |
| Samedi 8 mai 2021            | 1 388 000                 | 17,4 %           | 2e                       |            |
| Samedi 15 mai 2021 (finale)  | 1 590 000                 | 20,2 %           | 2e                       | [ 36 ]     |

Légende :
- Plus hauts chiffres d'audience
- Plus bas chiffres d'audience

| Légende : Saison 10 |